# Cibetmacskafélék
A cibetmacskafélék (Viverridae) az emlősök (Mammalia) osztályába és a  ragadozók (Carnivora) rendjébe tartozó család.

## Elterjedésük
Az Óvilág melegebb tájain élnek, legtöbb fajuk vegyes étrenden. Főleg Afrikában és Dél-Ázsiában honosak; Európában a Földközi-tenger partvidékein egy fajuk él.

## Megjelenésük
A családba nagyjából a macskához hasonló termetű, karcsú, rövid lábú, hosszúkás fejű, hegyes arcú, hosszú, többnyire lecsüngő farkú állatok tartoznak. Szemük kicsi, fülük középnagy, karmaik rendesen visszahúzhatók. Sokuk világos sárgás, barnás vagy szürkés alapon pettyes, általában gyűrűs farokkal, egyeseknek fekete-fehér "álarcuk" van. Végbélnyílásuk közelében két vagy több pézsmaszagú, átható illatú váladékot (az ún. cibetet) termelő mirigyük (cibetmirigyük) van. A cibetet (ami az ókortól többé-kevésbé napjainkig számtalan illatszer alapanyaga) rendesen mirigytáskába (cibettáskába) gyűjtik. Fogazatuk 36 vagy 40 fogból áll; 6-6 metsző-, 1-1 szem-, 3-3 vagy 4-4 elő- és 1-1 v. 2-2 utózápfoguk van mindkét állkapcsukban.

## Életmódjuk
Többségük éjjeli állat, de kevés fajuk időnként nappal is tevékenykedik. Az álcás pálmasodró húsa a kínai konyhában igazi ínyencfalatnak számít, de imitt-amott más fajaikat is eszik; bőrüket feldolgozzák.
A cibet zsírnemű, mósuszillatú, kesernyés ízű, frissen fehér, később megsárgul és megbarnul. Kezdetben szivacsos, de a levegőn megszárad. A legértékesebb cibetet az ázsiai cibetmacskák szolgáltatják. A petymegeknek nincs cibetzacskójuk. 

## Rendszerezés
A családba az alábbi 4 alcsalád tartozik:
- petymegformák (Genettinae) - nemeit és fajait korábban a cibetmacskaformák közé sorolták;
- sávos pálmasodróformák (Hemigalinae)
- pálmasodróformák (Paradoxurinae)
- cibetmacskaformák (Viverrinae)

Korábban az ázsiai tigrispetymegeket (Prionodon) is ide sorolták alcsaládként, a korszerű rendszertanokban azonban ezeket már külön családba (Prionodontidae) sorolják. 